# Léo Ceará
Leonardo de Sousa Pereira, meglio noto come Léo Ceará (Fortaleza, 3 febbraio 1995), è un calciatore brasiliano, attaccante del Kashima Antlers.

## Caratteristiche tecniche
È una seconda punta.

## Carriera
Cresciuto nelle giovanili del Vitória, ha esordito in prima squadra il 23 gennaio 2014 in occasione del match di Copa do Nordeste vinto 3-1 contro il Confiança.

## Palmarès

### Club

#### Competizioni nazionali
- Campionato giapponese: 1

Yokohama F·Marinos: 2022